# Corpus der Segen und Beschwörungsformeln
Der Corpus der Segen und Beschwörungsformeln (CSB) ist ein volkskundlicher Korpus von etwa 23.000 Texten, der im Wesentlichen aus dem Nachlass des Volkskundlers Adolf Spamer besteht und am Institut für Sächsische Geschichte und Volkskunde aufbewahrt und erschlossen wird.
Die Texte beziehen sich auf populärreligiöse, laienmedizinische und magische Praktiken und liegen in Form von Zettelkästen vor, mit Abschriften von Segen, Beschwörungen, Zauberformeln, Amuletten, Himmels- und Schutzbriefen aus einem Zeitraum vom Mittelalter bis in die 1960er Jahre. Ein Großteil der Texte stammt aus dem deutschen Sprachgebiet, es sind aber auch lateinische, französische, englische und polnische Texte vorhanden.

## Geschichte
Ursprung des CSB ist eine Initiative des Verbands deutscher Vereine für Volkskunde, der 1907 beschloss, eine Sammlung „nachweisbarer magischer Formeln“ des deutschen Sprachgebiets aufzubauen und zu diesem Zweck eine Kommission einsetzte, die von Hugo Hepding an der Universitätsbibliothek Gießen geleitet wurde, wo sich auch die zentrale Sammelstelle befand. Weitere Mitarbeiter des Projekts waren Eugen Fehrle, Karl Helm, Franz Jostes, Adolf Spamer und Richard Wünsch.
Das Vorhaben geriet nach dem Ersten Weltkrieg ins Stocken und fand in den 1930er Jahren ein Ende, nachdem andere Großprojekte wie das Handwörterbuch des deutschen Aberglaubens und der Atlas der deutschen Volkskunde die verfügbaren Ressourcen banden. So wurde die Sammlung von Hepding und Spamer auf halbprivater Basis weitergeführt.
Nach dem Ende des Zweiten Weltkriegs und dem Tod Spamers 1953 wurde das von ihm im Lauf von fünf Jahrzehnten gesammelte Material zunächst von der Deutschen Akademie der Wissenschaften zu Berlin verwahrt und als „Traditionsunternehmen“ weitergeführt, also als Projekt vergleichbar anderen von Vorgängerinstitutionen und anderen Einrichtungen nach 1946 übernommenen langfristigen Unternehmungen wie Wörterbücher und andere umfangreiche Referenzwerke.
1954 wurde Johanna Nickel (1916–1984), eine Schülerin Spamers, von der Akademie der Wissenschaften zur Betreuung des Nachlasses Spamers angestellt, die zunächst die Abschriften Spamers mit Schreibmaschine auf A5-Blätter übertrug, aus diesen eine Kartei zusammenstellte und darüber hinaus den Bestand durch Verschlagwortung erschloss.
Im  Rahmen eines vom Sächsischen Ministerium für Wissenschaft und Kunst geförderten Projekts „Erschließung und Digitalisierung des Nachlasses von Adolf Spamer“ konnte von 2017 bis 2019 der gesamte Textbestand digitalisiert und erschlossen werden und im Rahmen des Webangebotes Sachsen.digital allgemein zugänglich gemacht werden.

## Struktur
Johanna Nickel teilte den Textbestand in 409 vermutlich von ihr selbst erstellte  Kategorien ein, die alphabetisch geordnet sind von „Abnehmen“ bis „Zittermal“. 141 dieser Kategorien verweisen auf andere Kategorien, die restlichen Kategorien enthalten neben einem Datenblatt eine unterschiedliche Anzahl von Texten, von einem bis zu mehreren tausend. Die Texte sind aufsteigend nummeriert, sodass sich aus Kategorie und Nummer für jeden Text eine eindeutige Signatur ergibt, zum Beispiel „Wurmsegen 4“. Für die Digitalisierung wurden sowohl für die Kategorien als auch für die einzelnen Texte Permalinks vergeben, wodurch die Zitierbarkeit vereinfacht wird.

## Forschung
Basierend auf dem Material des CSB entstand zunächst 1958 eine von Johanna Nickel aus dem Nachlass bearbeitete postume Schrift Spamers, in der er sich motivorientiert mit dem sogenannten Romanusbüchlein auseinandersetzte. 2000 legte Monika Schulz eine auf die mythisch-archaischen Ursprünge und strukturalistischen Fragen im Sinne von Claude Lévi-Strauss eingehende Arbeit vor. Eine Untersuchung nach Kriterien der Sprechakttheorie an hochmittelalterlichen Sprüchen aus Trier, Bonn und Paris orientiert sich an den illokutionären Strategien.
Da die meisten mittelalterlichen Zaubersprüche als verbale Therapie von Mönchsärzten und Ärzten als Begleitung zu einer pragmatisch-medizinischen Maßnahme dienten, waren sie Teil einer frühen Ganzheitsmedizin. Auf dieser Grundlage und unter Berücksichtigung auch ihrer neurobiologischen Wirkfaktoren in limbischen und präfrontalen Gebieten, wurden die prägnantesten Texte aus ärztlich-psychotherapeutischer Sichtweise von Wolfgang Ernst untersucht.